# اکمی (ویرجینیای غربی)
اکمی، غرب ویرجینیا (به انگلیسی: Acme, West Virginia) در ایالات متحده آمریکا است که در ویرجینیای غربی واقع شده‌است.

## خصوصیات
اکمی ۲۱۶٫۱۱ متر بالاتر از سطح دریا واقع شده‌است.